# لاميناريا قلبية
لاميناريا قلبية (الاسم العلمي:Laminaria cordata) هو نوع من الطلائعيات يتبع جنس اللاميناريا من فصيلة اللامينارية.